# Times Higher Education World University Rankings
Les Times Higher Education World University Rankings (Times Higher Education-QS World University Rankings de 2004 à 2009) sont un palmarès universitaire annuel publié par le magazine Times Higher Education (THE). 
THE collabore avec Thomson Reuters et Elsevier pour établir ce classement. La publication actuelle comprend un classement mondial, par sujet et par réputation ainsi que des classements régionaux. 
Avec le classement mondial des universités QS et le classement académique des universités mondiales par l'université Jiao Tong de Shanghai, le Times Higher Education World University Rankings est considéré comme l'un des palmarès universitaires les plus influents,,. En 2010, The Globe and Mail affirme qu'il est « probablement le plus influent,. »
Les principales critiques affirment que le palmarès sous-évalue les institutions non-anglosaxonnes et est tributaire de ses associations commerciales,,.

## Histoire
De 2004 à 2009, la publication collabore avec Quacquarelli Symonds (en) (QS) et s'intitule THE–QS World University Rankings (en). Les deux organisations se séparent par la suite et publient chacune leur classification.
L'ancienne rédactrice Ann Mroz (en) commente la décision ainsi : « Les universités méritent un palmarès rigoureux, fiable et transparent. Un outil sérieux et non juste une curiosité annuelle. [...] La responsabilité nous incombait [...] nous sentions qu'il était de notre devoir d'améliorer la méthode,. » Le rédacteur actuel, Phil Baty, reprend en partie cela : « Le palmarès publié par mon magazine depuis six ans et consulté par le monde entier, n'est pas suffisamment bon. En fait, le recensement de la réputation, constituant jusqu'à 40 % de l'évaluation et défendu jusqu'à tout récemment par THE, présentait plusieurs faiblesses. De plus, notre méthodologie favorise clairement les sciences naturelles par rapport aux sciences humaines et sociales,. »
THE décide alors de s'associer avec Thomson Reuters pour les publications suivantes. Le palmarès établit une nouvelle méthodologie en collaboration avec son lectorat, le comité éditorial et son nouveau partenaire. Le nouveau palmarès paraît en septembre 2010.
En 2014, THE annonce une série de changements importants survenant dans le cadre d'un repositionnement stratégique lié à la filiale TES Global.

## International
| Institution                                          | 2010-2011 | 2011-2012 | 2012-2013 | 2013-2014 | 2014-2015 | 2015-2016 | 2016-2017 | 2017-2018 | 2018-2019 |
| ---------------------------------------------------- | --------- | --------- | --------- | --------- | --------- | --------- | --------- | --------- | --------- |
| Université de Cambridge                              | 6         | 4         | 2         | 2         | 3         | 2         | 1         | 1         | 1         |
| Université Harvard                                   | 6         | 6         | 7         | 7         | 5         | 4         | 4         | 2         | 2         |
| Université d'Oxford                                  | 4         | 2         | 3         | 4         | 4         | 3         | 3         | 3         | 3         |
| Massachusetts Institute of Technology                | 3         | 7         | 5         | 5         | 6         | 5         | 5         | 5         | 4         |
| California Institute of Technology                   | 2         | 1         | 1         | 1         | 1         | 1         | 2         | 3         | 5         |
| Université Stanford                                  | 1         | 2         | 4         | 2         | 2         | 6         | 6         | 6         | 6         |
| Université de Princeton                              | 5         | 5         | 6         | 6         | 7         | 7         | 7         | 7         | 7         |
| Université Yale                                      | 10        | 11        | 11        | 11        | 9         | 12        | 12        | 12        | 8         |
| Imperial College London                              | 9         | 8         | 8         | 10        | 9         | 8         | 8         | 8         | 9         |
| Université de Chicago                                | 12        | 9         | 10        | 9         | 11        | 10        | 10        | 9         | 10        |
| École polytechnique fédérale de Zurich               | 15        | 15        | 12        | 14        | 13        | 9         | 9         | 10        | 11        |
| Université de Pennsylvanie                           | 19        | 16        | 15        | 16        | 16        | 17        | 13        | 10        | 12        |
| Université Johns-Hopkins                             | 13        | 14        | 16        | 15        | 15        | 11        | 17        | 13        | 12        |
| University College de Londres                        | 22        | 17        | 17        | 21        | 22        | 14        | 15        | 16        | 14        |
| Université de Californie à Berkeley                  | 8         | 10        | 9         | 8         | 8         | 13        | 10        | 18        | 15        |
| Université Columbia                                  | 18        | 12        | 14        | 13        | 14        | 15        | 16        | 14        | 16        |
| Université de Californie à Los Angeles               | 11        | 13        | 13        | 12        | 12        | 16        | 14        | 15        | 17        |
| Université Duke                                      | 24        | 22        | 23        | 17        | 18        | 20        | 18        | 17        | 18        |
| Université Cornell                                   | 14        | 20        | 18        | 19        | 19        | 18        | 19        | 19        | 19        |
| Université du Michigan                               | 15        | 18        | 20        | 18        | 17        | 21        | 21        | 21        | 20        |
| Université de Toronto                                | 17        | 19        | 21        | 20        | 20        | 19        | 22        | 22        | 21        |
| Université Tsinghua                                  | 58        | 71        | 52        | 50        | 49        | 47        | 35        | 30        | 22        |
| Université nationale de Singapour                    | 34        | 40        | 29        | 26        | 25        | 26        | 24        | 22        | 23        |
| Université Carnegie-Mellon                           | 20        | 21        | 22        | 24        | 24        | 22        | 23        | 24        | 24        |
| Université Northwestern                              | 25        | 26        | 19        | 22        | 21        | 25        | 20        | 20        | 25        |
| London School of Economics                           | 86        | 47        | 39        | 32        | 34        | 23        | 25        | 25        | 26        |
| Université de New York                               | 60        | 34        | 31        | 30        | 38        | 30        | 32        | 27        | 27        |
| Université de Washington                             | 23        | 25        | 24        | 25        | 26        | 32        | 25        | 25        | 28        |
| Université d'Édimbourg                               | 40        | 36        | 32        | 39        | 36        | 24        | 27        | 27        | 29        |
| Université de Californie à San Diego                 | 32        | 33        | 38        | 40        | 41        | 39        | 41        | 31        | 30        |
| Université de Pékin                                  | 37        | 49        | 46        | 45        | 48        | 42        | 29        | 27        | 31        |
| Université de Melbourne                              | 36        | 37        | 28        | 34        | 33        | 33        | 33        | 32        | 32        |
| Université Louis-et-Maximilien de Munich             | --        | 27        | 31        | 30        | 29        | 29        | 30        | 34        | 32        |
| Georgia Institute of Technology                      | 27        | 24        | 25        | 28        | 27        | 41        | 33        | 33        | 34        |
| École polytechnique fédérale de Lausanne             | 48        | 46        | 40        | 37        | 34        | 31        | 30        | 38        | 35        |
| Université de Hong Kong                              | 21        | 34        | 35        | 43        | 43        | 44        | 43        | 40        | 36        |
| Université de la Colombie-Britannique                | 30        | 22        | 30        | 31        | 32        | 34        | 36        | 34        | 37        |
| King's College de Londres                            | 77        | 56        | 57        | 38        | 40        | 27        | 36        | 36        | 38        |
| Université du Texas à Austin                         | --        | 29        | 25        | 27        | 28        | 46        | 50        | 49        | 39        |
| Institut Karolinska                                  | 43        | 32        | 42        | 36        | 44        | 28        | 28        | 38        | 40        |
| Paris Sciences et Lettres                            | --        | --        | --        | --        | --        | --        | --        | 72        | 41        |
| Université de Tokyo                                  | 26        | 30        | 27        | 23        | 23        | 43        | 39        | 46        | 42        |
| Université du Wisconsin à Madison                    | 61        | 45        | 48        | 55        | 29        | 50        | 45        | 43        | 43        |
| Université McGill                                    | 35        | 28        | 34        | 35        | 39        | 38        | 42        | 42        | 44        |
| Université technique de Munich                       | 101       | 88        | 105       | 87        | 98        | 53        | 46        | 41        | 44        |
| Université des sciences et technologies de Hong Kong | 41        | 62        | 65        | 57        | 51        | 59        | 49        | 44        | 46        |
| Université de Heidelberg                             | 83        | 73        | 78        | 68        | 70        | 37        | 43        | 45        | 47        |
| Katholieke Universiteit Leuven                       | 118       | 67        | 58        | 61        | 55        | 35        | 40        | 47        | 48        |
| Université nationale australienne                    | --        | --        | --        | --        | 45        | 52        | 47        | 48        | 49        |
| Université de l'Illinois à Urbana-Champaign          | 33        | 31        | 33        | 29        | 29        | 36        | 36        | 37        | 50        |
| Université Brown                                     | 55        | 49        | 51        | 52        | 54        | 51        | 51        | 50        | 53        |

.

## Universités de plus de 400 ans
Ce classement est celui des universités de plus de 400 ans. 
| Institution                              | Top 25 | Classement général 2015-16 | Années de fondation |
| ---------------------------------------- | ------ | -------------------------- | ------------------- |
| Université d'Oxford                      | 1      | 2                          | 1096                |
| Université de Cambridge                  | 2      | 4                          | 1209                |
| Université d'Édimbourg                   | 3      | 24                         | 1583                |
| Université Louis-et-Maximilien de Munich | 4      | 29                         | 1472                |
| Katholieke Universiteit Leuven           | 5      | 35                         | 1425                |
| Université de Heidelberg                 | 6      | 37                         | 1386                |
| Université de Leyde                      | 7      | 67                         | 1575                |
| Université de Groningen                  | 8      | 74                         | 1614                |
| Université de Glasgow                    | 9      | 76                         | 1451                |
| Université de Tübingen                   | 10     | 78                         | 1477                |
| Université d'Uppsala                     | 11     | 81                         | 1477                |
| Université de Copenhague                 | 12     | 82                         | 1479                |
| Université de Fribourg                   | 13     | 84                         | 1457                |
| Université de St Andrews                 | 14     | 86                         | 1413                |
| Université de Bâle                       | 15     | 101                        | 1460                |
| Université de Genève                     | 16     | 131                        | 1559                |
| Université de Vienne                     | 17     | 142                        | 1365                |
| Université de Lausanne                   | 18     | 144                        | 1537                |
| Université Sungkyunkwan                  | 19     | 153                        | 1398                |
| Université de Cologne                    | 20     | 156                        | 1388                |
| Trinity College Dublin                   | 21     | 160                        | 1592                |
| Université catholique de Louvain         | 22     | 167                        | 1425                |
| Université d'Aberdeen                    | 23     | 172                        | 1495                |
| Université de Barcelone                  | 24     | 174                        | 1450                |
| Université de Wurtzbourg                 | 25     | 185                        | 1402                |

## World Reputation Rankings

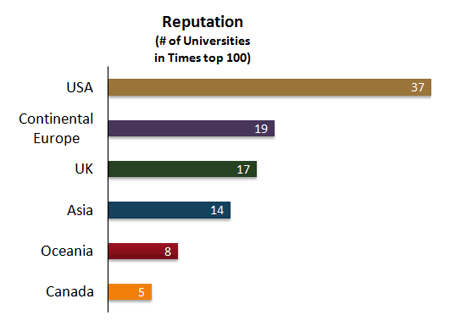

| Institution                                 | 2011  | 2012  | 2013  | 2014  | 2015 |
| ------------------------------------------- | ----- | ----- | ----- | ----- | ---- |
| Université Harvard                          | 1     | 1     | 1     | 1     | 1    |
| Université de Cambridge                     | 3     | 3     | 3     | 4     | 2    |
| Université d'Oxford                         | 6     | 6     | 4     | 5     | 3    |
| Massachusetts Institute of Technology       | 2     | 2     | 2     | 2     | 4    |
| Université Stanford                         | 5     | 4     | 6     | 3     | 5    |
| Université de Californie à Berkeley         | 4     | 5     | 5     | 6     | 6    |
| Université de Princeton                     | 7     | 7     | 7     | 7     | 7    |
| Université Yale                             | 9     | 10    | 10    | 8     | 8    |
| California Institute of Technology          | 10    | 11    | 11    | 9     | 9    |
| Université Columbia                         | 23    | 15    | 13    | 12    | 10   |
| Université de Chicago                       | 15    | 14    | 14    | 14    | 11   |
| Université de Tokyo                         | 8     | 8     | 9     | 11    | 12   |
| Université de Californie à Los Angeles      | 12    | 9     | 8     | 10    | 13   |
| Imperial College London                     | 11    | 13    | 14    | 13    | 14   |
| École polytechnique fédérale de Zurich      | 24    | 22    | 20    | 16    | 15   |
| Université de Toronto                       | 17    | 16    | 16    | 20    | 16   |
| University College de Londres               | 19    | 21    | 20    | 25    | 17   |
| Université Johns-Hopkins                    | 14    | 18    | 19    | 18    | 18   |
| Université du Michigan                      | 13    | 12    | 12    | 15    | 19   |
| Université Cornell                          | 16    | 16    | 17    | 17    | 20   |
| Université de New York                      | 51-60 | 34    | 29    | 27    | 20   |
| London School of Economics                  | 37    | 29    | 25    | 24    | 22   |
| Université de Pennsylvanie                  | 22    | 19    | 18    | 22    | 23   |
| Université nationale de Singapour           | 27    | 23    | 22    | 21    | 24   |
| Université d'État de Moscou                 | 33    | --    | 50    | 51-60 | 25   |
| Université Tsinghua                         | 35    | 30    | 35    | 36    | 26   |
| Université de Kyoto                         | 18    | 20    | 23    | 19    | 27   |
| Université Carnegie-Mellon                  | 28    | 37    | 26    | 29    | 28   |
| Université d'Édimbourg                      | 45    | 49    | 46    | 46    | 29   |
| Université de l'Illinois à Urbana-Champaign | 21    | 23    | 24    | 23    | 30   |
| King's College de Londres                   | 61-70 | 61-70 | 61-70 | 43    | 31   |
| Université de Pékin                         | 43    | 38    | 45    | 41    | 32   |
| Université de Washington                    | 26    | 28    | 27    | 31    | 33   |
| Université Duke                             | 36    | 33    | 31    | 30    | 34   |
| Université Louis-et-Maximilien de Munich    | 48    | 42    | 44    | 46    | 35   |
| Université McGill                           | 29    | 25    | 31    | 33    | 35   |
| Université de la Colombie-Britannique       | 31    | 25    | 31    | 33    | 37   |
| Université de Heidelberg                    | 81-90 | 71-80 | 71-80 | 61-70 | 38   |
| Université de Californie à San Francisco    | 34    | 31    | 40    | 32    | 38   |
| Université du Wisconsin à Madison           | --    | 27    | 30    | 28    | 38   |
| Université Humboldt de Berlin               | 71-80 | 61-70 | 71-80 | 71-80 | 41   |
| Université de Californie à San Diego        | 30    | 36    | 34    | 40    | 41   |
| Université de Melbourne                     | 45    | 43    | 39    | 43    | 41   |
| Université de Californie à Davis            | 38    | 44    | 48    | 51-60 | 44   |
| Institut Karolinska                         | 51-60 | 51-60 | 61-70 | 51-60 | 45   |
| Université du Texas à Austin                | 31    | 32    | 27    | 33    | 46   |
| Université Northwestern                     | 40    | 35    | 37    | 37    | 47   |
| École polytechnique fédérale de Lausanne    | 71-80 | 61-70 | 51-60 | 49    | 48   |
| Georgia Institute of Technology             | 39    | 41    | 38    | 38    | 49   |
| Université de Manchester                    | 61-70 | 51-60 | 47    | 51-60 | 50   |

## France
Cet article présente les principales universités françaises. La liste inclut celles qui figurent parmi les 20 premières dans au moins l'un des principaux classements internationaux et nationaux. Les trois classements internationaux qui captent le plus l’attention des médias sont le Times Higher Education World University Rankings, le classement mondial des universités QS et le classement académique des universités mondiales par l'université Jiao Tong de Shanghai,,,.
| Nom                                                | Ville            | Rang national ARWU, 2021, | Rang international ARWU, 2021 | Rang national THE, 2022 | Rang international THE, 2022 | Rang national QS, 2021 | Rang international QS, 2021 | Nombre d'étudiants | Remarques                                                                                |
| -------------------------------------------------- | ---------------- | ------------------------- | ----------------------------- | ----------------------- | ---------------------------- | ---------------------- | --------------------------- | ------------------ | ---------------------------------------------------------------------------------------- |
| Université Paris-Saclay                            | Orsay            | 1                         | 13                            | 4                       | 117                          | 4                      | 86                          | 48 000             | Regroupe CentraleSupélec, l'ENS Paris-Saclay, AgroParisTech, etc.                        |
| Sorbonne Université                                | Paris            | 2                         | 35                            | 2                       | 88                           | 3                      | 72                          | 55 600             | Fusion de l'université Paris-Sorbonne (Paris-IV) et de l'UPMC (Paris-VI) en 2018.        |
| Université PSL                                     | Paris            | 3                         | 38                            | 1                       | 40                           | 1                      | 44                          | 17 000             | Regroupe l'Université Paris-Dauphine, l'ENS Ulm, Chimie ParisTech, Mines ParisTech, etc. |
| Université Paris-Cité                              | Paris            | 4                         | 73                            | 5                       | 155                          | 7                      | 261                         | 64 100             | Fusion des universités Paris Descartes (Paris-V) et Paris Diderot (Paris-VII) en 2019.   |
| Aix-Marseille Université                           | Marseille        | 5                         | 101-150                       | 7                       | 301-350                      | s.o.                   | s.o.                        | 80 000             | Fusion des universités Aix-Marseille I, II et III en 2012.                               |
| Université Grenoble-Alpes                          | Grenoble         | 6                         | 101-150                       | 11                      | 301-350                      | 10                     | 314                         | 55 000             |                                                                                          |
| Université de Strasbourg                           | Strasbourg       | 7                         | 101-150                       | 18                      | 501-600                      | s.o.                   | s.o.                        | 48 011             |                                                                                          |
| Université de Montpellier                          | Montpellier      | 8                         | 151-200                       | 7                       | 301-350                      | s.o.                   | s.o.                        | 49 000             |                                                                                          |
| Université de Bordeaux                             | Bordeaux         | 9                         | 201-300                       | 7                       | 301-350                      | s.o.                   | s.o.                        | 50 174             |                                                                                          |
| Université Claude Bernard Lyon 1                   | Lyon             | 10                        | 201-300                       | 13                      | 401-500                      | s.o.                   | s.o.                        | 46 000             |                                                                                          |
| Université de Lorraine                             | Metz Nancy       | 11                        | 201-300                       | 22                      | 601-800                      | s.o.                   | s.o.                        | 60 000             |                                                                                          |
| Institut polytechnique de Paris                    | Palaiseau        | 12                        | 301-400                       | 3                       | 95                           | 2                      | 49                          | 8 000              | Regroupe l'École polytechnique, Télécom Paris, Télécom SudParis, l'ENSAE Paris, etc.     |
| Université Paul Sabatier                           | Toulouse         | 14                        | 301-400                       | 18                      | 501-600                      | s.o.                   | s.o.                        | 31 511             | Pour le classement THE, il s'agit de l'Université fédérale Toulouse-Midi-Pyrénées        |
| Université Toulouse 1 Capitole                     | Toulouse         | 15                        | 301-400                       | 18                      | 501-600                      | s.o.                   | s.o.                        | 22 400             | Pour le classement THE, il s'agit de l'Université fédérale Toulouse-Midi-Pyrénées        |
| Université Côte d'Azur                             | Nice             | 16                        | 401-500                       | 13                      | 401-500                      | s.o.                   | s.o.                        | 35 000             |                                                                                          |
| Université de Lille                                | Lille            | 17                        | 401-500                       | 18                      | 501-600                      | s.o.                   | s.o.                        | 75 000             | Fusion des universités Lille I, II et III en 2017.                                       |
| Université de Bourgogne                            | Dijon            | 18                        | 501-600                       | 22                      | 601-800                      | s.o.                   | s.o.                        | 34 169             |                                                                                          |
| Université Clermont Auvergne                       | Clermont-Ferrand | 19                        | 501-600                       | 28                      | 801-1000                     | s.o.                   | s.o.                        | 35 000             |                                                                                          |
| Université Rennes 1                                | Rennes           | 20                        | 501-600                       | 28                      | 801-1000                     | s.o.                   | s.o.                        | 30 630             |                                                                                          |
| Université de Nantes                               | Nantes           | 21                        | 601-700                       | 22                      | 601-800                      | s.o.                   | s.o.                        | 37 648             |                                                                                          |
| Université de Versailles Saint-Quentin-en-Yvelines | Versailles       | 22                        | 601-700                       | s.o.                    | 351-400                      | s.o.                   | s.o.                        | 19 000             |                                                                                          |
| Université Paris 1 Panthéon-Sorbonne               | Paris            | s.o.                      | s.o.                          | 22                      | 601-800                      | 9                      | 290                         | 43 700             |                                                                                          |
| Sciences Po Paris                                  | Paris            | s.o.                      | s.o.                          | 13                      | 401-500                      | 7                      | 261                         | 3 280              |                                                                                          |
| CY Cergy Paris Université                          | Cergy-Pontoise   | s.o.                      | s.o.                          | 22                      | 601-800                      | s.o.                   | s.o.                        | 25 000             |                                                                                          |

## Asie
| Institution                                          | 2012-13 | 2013-14 | 2014-15 | 2015-16 | 2016-17 | 2017-18 | 2018-19 |
| ---------------------------------------------------- | ------- | ------- | ------- | ------- | ------- | ------- | ------- |
| Université Tsinghua                                  | 6       | 6       | 5       | 5       | 3       | 2       | 1       |
| Université nationale de Singapour                    | 2       | 2       | 2       | 1       | 1       | 1       | 2       |
| Université des sciences et technologies de Hong Kong | 9       | 9       | 7       | 6       | 6       | 5       | 3       |
| Université de Hong Kong                              | 3       | 3       | 3       | 4       | 5       | 4       | 4       |
| Université de Pékin                                  | 4       | 5       | 4       | 2       | 2       | 3       | 5       |
| Université de technologie de Nanyang                 | 11      | 11      | 10      | 2       | 4       | 5       | 6       |
| Université chinoise de Hong Kong                     | 12      | 12      | 13      | 13      | 11      | 7       | 7       |
| Université de Tokyo                                  | 1       | 1       | 1       | 7       | 7       | 8       | 8       |
| Université nationale de Séoul                        | 8       | 4       | 6       | 9       | 9       | 9       | 9       |
| Université Sungkyunkwan                              | 23      | 27      | 16      | 12      | 13      | 13      | 10      |
| Université de Kyoto                                  | 7       | 7       | 9       | 11      | 14      | 11      | 11      |
| KAIST                                                | 10      | 8       | 8       | 10      | 8       | 10      | 13      |
| Université technologique de Pohang                   | 5       | 10      | 11      | 8       | 10      | 12      | 16      |

## BRICS
Nommés BRICS & Emerging Economies Rankings jusqu'en 2017-2025.
| Institution                            | 2014 | 2015. |
| -------------------------------------- | ---- | ----- |
| Université de Pékin                    | 01.  | 1.0   |
| Université d'État de Moscou            | 02.  | 02.   |
| Université Tsinghua                    | 03.  | 03.   |
| Université d'État de Saint-Pétersbourg | 04.  | 04.   |
| Université de Hong Kong                | 05.  | 05.   |
| Institut indien des sciences           | 07.  | 07.   |
| Université de São Paulo                | 08.  | 08.   |
| Université de Delhi                    | 09.  | 09.   |
| Université fédérale de Rio de Janeiro  | 10   | 10.   |
| Université Fudan                       | 11.  | 12.   |
| Université du Cap                      | 13.  | 14.   |
| Université de Pretoria                 | 15.  | 16.   |